# Al Tarmia
Al Tarmia oder Tarmiyah (arabisch الطارمية) ist eine Stadt im Gouvernement Salah ad-Din im Irak. Sie hat 91.284 Einwohner. Die Bevölkerung der dünn besiedelten Bauerngemeinde besteht hauptsächlich aus Sunniten aus verschiedenen lokalen Stämmen, einschließlich der Dulaimi, Schammar, Al Bu Farraj und der Al Ddury.
Während des Irakkrieges waren sunnitische Aufständische in Al Tarmia aktiv. 2006 übernahm al-Qaida die Kontrolle über das Gebiet.